# Materials Letters
Materials Letters is een internationaal, aan collegiale toetsing onderworpen wetenschappelijk tijdschrift op het gebied van de natuurkunde. De naam wordt in literatuurverwijzingen meestal afgekort tot Mater. Lett.
Het wordt uitgegeven door Elsevier namens de Materials Research Society en verschijnt tweemaandelijks.
Het eerste nummer verscheen in 1982.